# Relações entre Camboja e França
As relações entre Camboja e França referem-se às relações bilaterais entre o Camboja e a França. A França manteve um protetorado sob o Camboja de 11 de agosto de 1863 a 9 de novembro de 1953. O Rei Norodom I havia se aproximado dos franceses em 1861 na tentativa de impedir que os vizinhos, a Tailândia e o Vietnã, engolissem o território cambojano.

## História
Um tratado foi assinado em 1863 pelo rei Norodom I e foi aprovado pelo seu homólogo Napoleão III. O Camboja tornou-se oficialmente parte do império colonial francês em 11 de agosto de 1863. O Camboja conseguiria sua independência em novembro de 1953, graças ao Príncipe Norodom Sihanouk.  O presidente francês Charles de Gaulle visitou o Camboja em 1966 e foi recebido pelo Príncipe Norodom Sihanouk. 
A França e o Camboja gozam de relações estreitas, decorrentes, em parte, da épocas do protetorado francês e em parte pelo papel desempenhado pela França na assinatura dos Acordos de Paz de Paris de 1991 e além disso firmado em língua francesa. Essas relações estão se adaptando gradualmente à crescente integração do Camboja em seu ambiente regional e seu progresso em direção a um estatuto de um país de renda média, esperançosamente até 2020. O "Documento de Orientação e Cooperação", assinado em 2010, orienta a cooperação entre ambos os países ao seguinte objetivo: "apoiar o crescimento econômico e criação de empregos no Camboja, desenvolvendo capital humano e promovendo o investimento privado francês".

## Assistência francesa
A França fez parte da Autoridade Provisória das Nações Unidas no Camboja.

## Migração
A França tem uma das maiores comunidades da diáspora cambojana depois dos Estados Unidos, em grande parte devido aos refugiados que fugiram do Camboja para escaparem do Khmer Vermelho na década de 1970.